# Schaubmühle
Die Schaubmühle (auch Obere Mühle, Stadtmühle am Steinberg, Schönmühle, Schultheissenmühle, Lippertsmühle) ist eine Getreidemühle im unterfränkischen Volkach. Sie liegt am Volkachbach und wird seit dem Mittelalter kontinuierlich betrieben. Während der zweiten Hälfte des 19. Jahrhunderts war die Schaubmühle ein eigenständiger Ortsteil Volkachs.

## Geschichte
Die Schaubmühle ist die mit Abstand älteste Mühle in Volkach. In der älteren Literatur wird sogar gemutmaßt, dass bereits um das Jahr 889 hier gemahlen wurde, 17 Jahre bevor der Ort Volkach 906 erstmals erwähnt wurde. Diese Vermutung ist nicht belegbar und muss angezweifelt werden. Zunächst erfolgte das Mahlen der geernteten Getreideähren in einer sogenannten Handmühle, erst mit einer Siedlungskonzentration an der Volkach ist vom Bau einer Mühle auszugehen.
Die erste urkundliche Erwähnung der Mühle erfolgte dann auch erst im Jahr 1375. Damals erwarb Hans Seybrecht zusammen mit seinem Onkel Michel Rucker die „Obere Mühle“ als Lehen von den Grafen zu Castell, die Teile der Stadtherrschaft innehatten. Als Pendant, als „Untere Mühle“ ist die Brückenmühle am Unterlauf des Volkachbachs zu identifizieren. Michel Rucker war Volkacher Bürger und versuchte auf diesem Wege für die reiche Bürgerschaft die Mehlversorgung der jungen Stadt zu sichern.
Im Jahr 1404 gab sich Volkach erstmals ein Stadtrecht. Hierin wird auch die wichtige Funktion des Müllers unterstrichen. Er musste, zusammen mit seiner Frau und seinen Kindern, dem Bürgermeister einen Eid schwören. Der Müller durfte städtische Kunden nicht abweisen, auch die Armen nicht, nur im Bannkreis der Stadt mahlen, erhielt aber dafür von den Bürgern einen Mahllohn. Die Rechten und Pflichten bekräftigte und illustrierte Niklas Brobst in seinem 1504 erschienenen Volkacher Salbuch.
Mit dem Aufstieg des Würzburger Fürstbischofs zum Volkacher Stadtherren im Jahr 1520 kam auch das Lehen der Oberen Mühle in die Hände des Prälaten. Gleichzeitig wuchs im 16. Jahrhundert die Bevölkerung und die Nahrungsmittel wurden knapper. Dies führte auch bei den Mühlen an der Volkach zu wachsendem Konkurrenzdruck, die sich in Wasserstreitigkeiten ausdrückten. Für dieses Jahrhundert sind auch häufige Wechsel bei den Pächtern der Oberen Mühle nachgewiesen, die auf mangelnde Rentabilität hinweisen könnten.
Ähnlich wie im nahen Obervolkach planten auch die Volkacher gegen Ende des 16. Jahrhunderts den Bau einer Gemeindemühle, die in Händen der städtischen Obrigkeit liegen sollte. Hierzu entstand bis 1590 am Oberlauf der Volkach die Herrenmühle. Nachdem die neue Mühle von der Bevölkerung zunächst nur durch Subventionen seitens der Stadt angenommen wurde, mussten die beiden anderen Müller bald mit ihr in Konkurrenz treten.

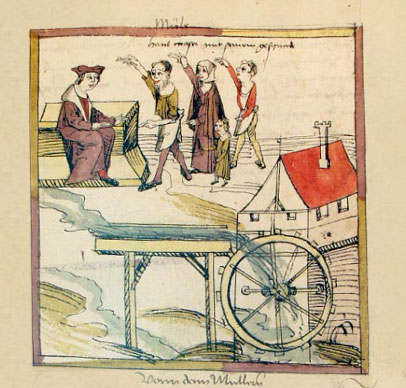
Der Schaubmüller und seine Familie leisten den Eid, Volkacher Salbuch folio 441r

Im Jahr 1602 erhielt der Müller der Oberen Mühle immerhin das Volkacher Bürgerrecht. Hierfür hatte der damalige Stadtschultheiß und Mühlenbesitzer Barthel Schaub gesorgt, nach dem die Mühle auch bald ihren Namen „Schaubmühle“ erhielt. Im Jahr 1664 hieß der Müller Michel Schreiber, er meldete damals die Geburt seines Sohnes an. 1685 war die Mühle baufällig geworden und musste verkauft werden. Erst 1698 waren alle Reparaturen vollendet. Zu diesem Zeitpunkt hatte Martin Dingel die Schaubmühle inne.
Für das Jahr 1755 ist Johann Botter aus Sommerach als Mühlenpächter nachgewiesen. Er musste vier Malter Weizen und 42 Malter Korn an die Stadt abgeben. Im Jahr 1773 hatte Kaspar Scherpf die Mühle als Beständer. Wahrscheinlich folgte ihm Conrad Schmidt aus Knetzgau nach. Zwischen 1776 und 1779 sind wiederum die Abgaben an die Stadt dokumentiert: Schmidt übergab den Stadtoberen 15 Malter Weizen, 29 Malter und vier Metzen Korn. 1788 erhielt die Schaubmühle Wilhelm Anne aus Kitzingen.
Mit dem Übergang der Stadt Volkach an das Königreich Bayern 1814 änderte sich zunächst in der Mühlenbewirtschaftung nichts. Erst 1825 wurde der Mühlenzwang aufgehoben und die Schaubmühle konnte an Privatpersonen verkauft werden. Neue Besitzer waren das Ehepaar Eva und Valentin Leudner. Sie verkauften die Schaubmühle 1846 für 8000 Gulden an Michael Lutz aus Oellingen. Anschließend kam die Mühle in die Hände des Adam Geyer. Die häufigen Besitzerwechsel führten zu einem Rückstand bei technischen Erneuerungen.
Erst Roman Schraut, 1859 im Besitz der Schaubmühle, begann damit, ein Treibrad einzusetzen, um den Ausstoß seiner Mühle zu erhöhen. Die alten Wasserräder der Mühle wurden aber erst nach dem Ersten Weltkrieg durch Turbinen ersetzt. 1936 erwarb Wilhelm Lippert aus Kleinwenden die Mühle und begann mit der Umstellung der Produktion. Aus der Auftragsmühle wurde eine Handelsmühle. Nach dem Übergang auf den Sohn Ernst Lippert 1981, betreibt heute Lipperts Enkel Ludwig Lippert die Schaubmühle.

## Ortsteil

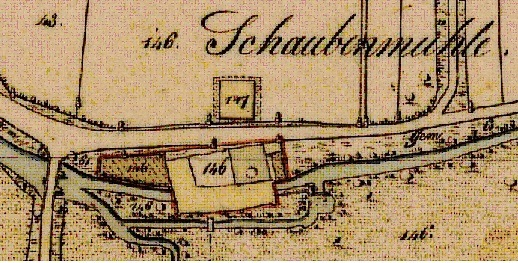
Die Schaubmühle auf dem Urkataster von 1833

Im Jahr 1875 wurde die Schaubmühle erstmals als eigenständiger Ortsteil der Stadt Volkach bezeichnet. Sie gehörte zur katholischen Pfarrei St. Bartholomäus in Volkach. Ebenso war sie dem Schulsprengel und der Poststelle Volkach zugeordnet. 1875 bestand die Schaubmühle aus insgesamt vier Gebäuden. Im Jahr 1888 erfasste man nur noch ein Wohngebäude auf dem Gebiet des Ortsteils. In diesem Jahr wurde der Ortsteil auch letztmals als eigenständig bezeichnet.
| Jahr | Einwohner | Jahr | Einwohner |
| ---- | --------- | ---- | --------- |
| 1875 | 5         | 1888 | 3         |

## Technik
Die Technik der Schaubmühle veränderte sich während des Mittelalters und der Frühen Neuzeit nur unwesentlich. Dies führte zu häufigen Ausfällen, wenn die Volkach nicht genügend Wasser führte. Die Mühle wies im Jahr 1830 immerhin drei Mahlgänge auf. 1859 wurde ein Treibrad angebracht, um mehrere Mahlgänge zusätzlich betreiben zu können. Nach dem Ersten Weltkrieg stattete man die Mühle mit Walzenstühlen und Plansichten aus.
Erst in den 1920er-Jahren ersetzten die Schaubmüller das oberschlächtige Mühlrad durch Turbinen. In späteren Jahren erfolgte die Umstellung des Mühlenantriebs auf einen Dieselmotor. Seit dem Ende des 20. Jahrhunderts wird die Schaubmühle mit Strom betrieben. Die Familie Lippert errichtete zusätzlich ein Labor für die Herstellung von Tierfutter. Die Silos der Schaubmühle fassen heute über 2.000 Tonnen Getreide.